# Lac d'Alserio
Le lac d'Alserio est un lac italien d'une superficie de 1,23 km2 qui se trouve dans la province de Côme en Lombardie. 

## Source de la traduction
- (it) Cet article est partiellement ou en totalité issu de l’article de Wikipédia en italien intitulé « Lago di Alserio » (voir la liste des auteurs).